# 里德山 (沙克爾頓海岸)
83°3′S 166°1′E / 83.050°S 166.017°E
里德山是南極洲的山峰，位於沙克爾頓海岸，處於克利夫斯冰川源頭以東，屬於霍蘭山脈的一部分，海拔高度3,315米，由英國探險隊發現。